# Брестский электромеханический завод
ОАО «Брестский электромеханический завод»(Брестский электромеханический завод имени 25 съезда ЦК КПСС) — белорусское предприятие сельскохозяйственного машиностроения.

## История завода
Построен в 1963-65 годах как завод электроизмерительных приборов. Завод строился на территории форта № 3 Брестской крепости и Брестского укрепрайона. Завод вошёл в состав управления электротехнической и приборостроительной промышленности Совета Народного Хозяйства БССР. По ходатайству Минского завода счетных машин завод переориентирован на выпуск периферийного оборудования ЭВМ и распоряжением СНХ БССР от 16.09.1963 г. перемещен в состав управления радиоэлектронной и электронной промышленности.
В 1972 году переименован в электромеханический завод. Завод приступил к производству устройства ЕС6019, устройства управления накопителями на магнитной ленте ЕС 5517, управляющих цифровых вычислительных машин (УЦВМ) для межконтинентальных баллистических ракет морского базирования, размещенных на атомных подводных лодках типа «Кальмар». В 1976 году присвоено имя 25 съезда КПСС. Основная продукция завода составляли ЭВМ Единой Системы (ЕС 1020, ЕС 1022, ЕС 1035 и ЭВМ спецназначения) Байт (компьютер), периферийные устройства, сервисная аппаратура для ремонта ЭВМ, бытовая радиоаппратура. Производились ЕС ПЭВМ для военных нужд ЕС-1845, ЕС-1855.
Корпуса завода формируют архитектурный облик главной магистрали города — улицы Московской. Заводской комплекс состоит из 2 производственных и 3 бытовых и 1 инженерного корпуса. Производственные корпуса представляют собой одноэтажные прямоугольные здания, решённые в лаконичной архитектурной форм. Бытовые корпуса — 4-этажные прямоугольные в плане здания соединённые между собой и с 12-этажным инженерным корпусом. Фасады бытовых корпусов украшены художественной мозаикой на бытовых корпусах,. Завод в годы рассвета имел 2 столовых, 3 библиотеки, клуб, поликлиническое и стоматологическое отделение, 10 здравпунктов, профилакторий, 2 базы отдыха, 5 дошкольных учреждений, пионерский лагерь, молодёжный клуб, детско-юношескую спортивную школу, на предприятии работало около 15 тысяч человек. Завод являлся градообразующим предприятием Бреста, в частности Московского района, выполнение заводом плана гарантировало области выполнение областного плана. Часть продукции экспортировалось в 1986 году в ВНР, ГДР, Кубу, МНР, Польшу, Чехословакию, Индию.
С развалом СССР продукция завода оказалась невостребованной, как и специалисты в области информационных технологий. Произошла переориентация на выпуск сельскохозяйственной техники, приборов учёта расходов газа и электроэнергии. В 1991—1995 годах образовано ОАО «Брестский электромеханический завод» на базе государственного предприятия и является его правопреемником.
Предприятие производит и реализует сельскохозяйственную технику, приборы учёта электрической энергии и газа, медицинские приборы, а также ведет торгово-коммерческую деятельность.
На предприятии освоены и функционируют важнейшие базовые технологии: механообрабатывающее производство, холодноштамповочное производство, литье под давлением из алюминиевых сплавов, стальное литье, литье по выплавляемым моделям, пластмассовое литье из термопластов и прессование реактопластов, гальваническое и лакокрасочное производство, монтажно-сборочное производство, инструментальное производство, производство нестандартного оборудования.
С 1997 года завод завершил работы по выпуску спецтехники в кооперации с НИИЭВМ Военно-космических сил России поставлены компьютеры «Неман-1к»(главный конструктор Жаворонков Д. Б.). Выпуском «Неман-1к» завод завершил работы в области вычислительной техники. Модернизирован видеомонитор «Берестье» 32ВТЦ-001. Также в этом году создано совместное белорусско-германское предприятие «БЭМКРОМГАЗ», созданное при участии ОАО «БЭМЗ» и одного из мировых лидеров в этой области приборостроения — германского АО Г.Кромшрёдер производит всю гамму бытовых счетчиков газа мембранного типа «Берестье».
В 1999 году на базе открытого акционерного общества «Брестский электромеханический завод» начало свою деятельность Унитарное производственное предприятие «Измерон». Специализация УПП «Измерон» — производство счётчиков электрической энергии.
В дальнейшем неплатежеспособность предприятия приобретает устойчивый характер. Большое количество зданий было сдано в аренду или продано другим организациям, административное 9-е здание было куплено Беларусбанком, в бытовых корпусах расположены магазины «Керамин», «5 элемент», казино, мебельный магазин «Лагуна», медицинский центр «Лодэ», предприятие «Старфуд» и другие.
01.06.2020 пакет акций в размере 84 % уставного фонда предприятия передан в управление холдинга Бобруйскагромаш.

## Награды и достижения завода
На международной Лейпцигской ярмарке в 1977 году устройство ввода перфокарточное ЕС-6019 награждено золотой медалью.
В 1978 году завод награждён орденом Трудового Красного Знамени.
Завод сохранил в музее  переходящее Красное Знамя ЦК КПСС, Совета Министров СССР ВЦСПС, ЦК ВЛКСМ, оставленное заводу в 1992 г. на вечное хранение Министерством радиопромышленности СССР за выдающийся вклад в развитие вычислительной техники.
Министерство промышленности Республики Беларусь отметило Брестский электромеханический завод премией в области науки и техники за 2010 год в номинации «Сельскохозяйственное машиностроение, тракторы, уборочная, пропашная техника, двигатели и другое»

## Знаменитые работники завода
Государственные премии СССР присуждены передовикам производства в 1970 году  главному инженеру М.Е.Екельчику  и В.В. Строкову в 1984 году.
Начальник отдела стандартизации Линчевская В.Г. награждена знаком Госстандарта СССР «За заслуги в стандартизации».
- Малащицкий Г.В. — главный конструктор завода с 1975 по 1991 гг. Награждён орденами Трудового Красного Знамени и Знак Почёта. Почетный радист СССР.
- Барсуков, Иван Петрович С 1993 по 1995 г. возглавлял штаб гражданской обороны на заводе.  Скончался 18 мая 2001 года.
- Мошенский, Михаил Леонидович до 1991 года работал на Брестском электромеханическом заводе (последняя должность — начальник конструкторско-тематического отдела специализированного конструкторского бюро). Участвовал в разработке и сопровождении СВТ (устройств ЭВМ ЕС, ФСМ различных модификаций, Бланк-П), медтехники (Фотоплетизмограф ФПГ-02) и других устройств.

## Руководители завода
- Сальников Владимир Александрович, первый директор, руководил заводом с 25.03.1963 по 30.04.1982. Лауреат Государственной премии СССР, награждён орденами Октябрьской революции и Трудового Красного Знамени.
- Мечташвили Роберт Саркисович ИО директора с 1.05.1982 по 31.01.1983, Лауреат Государственной премии СССР награждён орденами Трудового Красного Знамени и Знак Почета.
- Ковриго Франтишек Петрович директор с 1.02.1983 по 15.07.1986
- Сидорик Павел Иосифович директор с 16.07.1986 по 28.09.1998, лауреат премии министерства промышленности Республики Беларусь.
- Бушуев Сергей Владимирович директор с 29.09.1998 по 30.11.2000.
- Бугаев Валерий Владимирович директор с 28.11.2000 по 4.01.2001, лауреат Государственной премии СССР.
- Разумец Сергей Леонидович директор с 15.08.2001 по 28.11.2014, лауреат премии министерства промышленности Республики Беларусь.
- Булда Вячеслав Александрович директор с 1.12.2014
- Олиферчик Денис Геннадьевич с 03.01.2017

## Память
В 2008 году решением Брестского городского Совета депутатов в городе Бресте названы улицы в честь первого директора завода Сальников В.А. и первого главного инженера (1964-1976 гг.) Екельчика М.Е. в юго-западном микрорайоне.